# La Visitation-de-l'Île-Dupas
La Visitation-de-l'Île-Dupas är en kommun i provinsen Québec i Kanada. Den ligger i regionen Lanaudière, i den sydöstra delen av landet, 210 km öster om huvudstaden Ottawa. Kommunen består av Île Dupas med flera öar i Archipel du Lac Saint-Pierre.